# Symphonic Variations
Les Symphonic Variations sont un œuvre en thème et variations pour piano et orchestre du compositeur britannique Arnold Bax, écrite en 1918.

## Contexte
Pour un compositeur dont les plus grands triomphes ont été obtenus avec l'orchestre, Arnold Bax s'est distingué par la manière dont son développement musical a été centré sur le piano et son propre jeu pianistique plutôt virtuose. Dans son autobiographie publiée en 1943, il écrit : « Je ne me souviens pas du jour lointain où j'ai été incapable de jouer du piano – de façon imprécise » (« I cannot remember the long-lost day when I was unable to play the piano – inaccurately »). Ses débuts ont été dominés par le piano et, bien qu'il n'ait pas été un pianiste de concert régulier, sa technique était telle qu'on avait tendance à faire appel à lui lorsque d'autres n'y parvenaient pas. Ainsi, en février 1909, il accompagne des mélodies de Claude Debussy en présence du compositeur et, en janvier 1914, il fait de même pour des lieder d'Arnold Schönberg. Cependant, d'un tempérament quelque peu nerveux, il joue de moins en moins en public et, lorsqu'il le fait, c'est généralement dans sa propre musique. Il ne réalise que deux enregistrements commerciaux : la sonate pour violon et piano no 1 de Frederick Delius et sa propre sonate pour alto et piano, tous deux au printemps 1929.
Bax a écrit cinq œuvres pour piano et orchestre : les Symphonic Variations, Winter Legends, la Saga Fragment, Morning Song et son Concertante pour main gauche. On y trouve également deux mouvements de sa musique pour le film Oliver Twist de David Lean et des esquisses pour un Concertino inachevé.
Écrites à la fin de l'année 1916, les Symphonic Variations ont été achevées en version courte en février 1917, mais il a fallu attendre la fin de l'année suivante pour que la partition soit achevée dans sa totalité. L'œuvre est composée de huit mouvements liés entre eux, chacun portant un titre descriptif. Ces titres n'ont jamais été expliqués de manière satisfaisante. Avec ses motifs poétiques et ses autocitations, l'inspiration générale non musicale n'est jamais mise en doute, mais son décodage en détail est difficile. Il semble peu probable que Rosa Newmarch n'ait pas consulté le compositeur lorsqu'elle a rédigé sa note de programme pour la première exécution, ce qui nous donne un indice : « L'œuvre pourrait être comparée à juste titre à un grand poème épique relatant les aventures d'un héros... qui passe par un certain nombre d'expériences différentes, dont un indice est donné dans les titres apposés à chaque variation » (« The work might not inaptly be compared to some great epic poem dealing with the adventures of a hero…passing through a number of different experiences, a clue to which is given in the titles affixed to each variation »). Malgré tout cela, Arnold Bax, qui a écrit ses poèmes symphoniques November Woods, The Garden of Fand et Tintagel à peu près en même temps, a choisi de donner à sa partition le titre formel de « Symphonic Variations in E » plutôt qu'un titre plus évocateur ou romantique.
La création des Symphonic Variations au Queen's Hall le 23 novembre 1920, lors d'un concert promenade dirigé par Henry Wood, a sans aucun doute été l'événement le plus important de l'année. Arnold Bax a dédicacé l'œuvre à sa compagne, Harriet Cohen, et elle a été présentée comme ayant été écrite pour elle. Elle déclara que « Sir Henry était très enthousiaste à propos des Variations et je pense pouvoir dire qu'il était satisfait de mon interprétation » (« Sir Henry was very enthusiastic about the Variations and I think I may say he was pleased with my playing »).
Cependant, en tant que pianiste virtuose mais idiosyncratique, Arnold Bax avait clairement conçu la partie de piano pour lui-même, sans reconnaître les limites de sa soliste. C'est ce qui a réduit l'impact des Symphonic Variations dans la carrière musicale de Bax entre les deux guerres, car Harriet Cohen avait de petites mains et des doigts palmés. Plus tard, cela l'amena à éviter bon nombre des concertos les plus ardus du répertoire de concert. Mais elle a insisté pour obtenir les droits exclusifs sur la partition du compositeur, même si elle ne pouvait manifestement pas jouer certains passages, en particulier la première variation. Après la première représentation, elle a persuadé Arnold Bax d'effectuer un certain nombre de coupes dans la partition, et lorsque l'œuvre a à nouveau été jouée, en 1922, la première variation avait été supprimée et d'autres coupes avaient été effectuées. Lorsqu'en 1940 la maison de Harriet Cohen fut bombardée, la partition fut endommagée et, pendant un certain temps, on pensa qu'il n'était plus possible de l'interpréter. Au début des années 1960, cependant, un jeu complet de parties a été découvert et Chappell & Co a reconstitué la partie perdue de la partition et l'a publiée pour la première fois en 1963, mais uniquement dans l'arrangement du compositeur pour deux pianos. Ce n'est qu'après que d'autres pianistes ont commencé à rejouer l'œuvre, à partir de 1962, que la partition complète a été réinterprétée.

## Structure
L'œuvre comprend un thème suivi de six variations :
1. Theme : Lento espressivo
2. Variation 1, « Youth » : Allegro : Restless and tumultuous
3. Variation 2, « Nocturne » : Slow and serene, Broadly
4. Variation 3, « Strife » : Allegro vivace
5. Variation 4, « The Temple » : Slow and solemn
6. Variation 5, « Play » : Scherzo : Allegretto vivace – Intermezzo, « Enchantment » : Very moderate tempo

## Analyse
Au concert, l'œuvre est exécutée en deux parties, avec une pause après la troisième variation. Parmi les autocitations et les motifs poétiques, la chanson Parting, écrite à la même par George Russell sur des paroles de l'écrivain irlandais connu sous le nom d'Æ, est probablement la plus complète. Les huit premières mesures de la variation finale « Triumph » sont une citation littérale de la chanson qui commence ainsi : « As from our dream we died away/Far off I felt the outer things;/Your windblown tresses around me play,/Your bosom's gentle murmurings » (« Comme notre rêve s'est éteint/Loin de moi, j'ai senti les choses extérieures/Tes tresses balayées par le vent jouent autour de moi/Les doux murmures de ton sein »). Dans cette troisième variation, Arnold Bax fait une autre citation de lui-même. Cette fois, il s'agit du dernier mouvement de la première sonate pour violon (sur laquelle Bax avait inscrit un vers de William Butler Yeats : « A pity beyond all Telling is/hid in the heart of love ») qu'il avait écrite en 1915, moins de deux ans auparavant. Elle est largement utilisée dans le mouvement « Strife », mais toujours à l'orchestre. Cette citation apparaît encore deux fois, dans l'intermezzo « Enchantment », avant que Bax ne se lance dans son finale avec la citation littérale de sa chanson.

### Thème
Nous entendons d'abord l'énoncé étendu du thème sur un mouvement d'ouverture de 53 mesures. Le piano entre avec un arpège ascendant à la onzième mesure, alors que le thème s'amplifie.

### Variationno1
Après environ trois minutes de réflexion sur ce thème, la première variation, « Youth », s'ouvre sur un élan de bravoure et atteint son point culminant.

### Variationno2
Elle est suivie d'un « Nocturne » contrasté, lancé comme un solo de piano baxien, marqué « lent et serein » (« slow and serene »), avant que l'orchestre ne commente. Cette pièce est traitée en profondeur. Nous pourrions penser à la pièce pour piano May Night qu'Arnold Bax a composé en Ukraine tout en cherchant une explication programmatique de ce qu'elle signifiait pour le compositeur.

### Variationno3
Néanmoins, il s'agit d'une œuvre majeure écrite pendant la Première Guerre mondiale, et la variation suivante, « Strife », la dernière section de la première partie, est donc différente. Pour ce mouvement, Arnold Bax écrit dans le registre grave du piano, harmonise en quartes et passe en mineur. Ceux qui souhaitent voir des aspects de la vie de Bax dans sa musique voudront peut-être aussi se rappeler que c'était une période de crise domestique pour lui, qui l'a amené à quitter sa femme pour Harriet Cohen. Dans un poème écrit le 23 juillet 1917, il écrit : « Thought he, « This weary strife/Were but a crazy dream. Poor little wife,/Could you have stayed a child all your life » » (« Il pensait « Cette lutte épuisante/N'était qu'un rêve fou. Pauvre petite femme,/Aurais-tu pu rester une enfant toute ta vie » »). Après beaucoup de sturm und drang, avec une écriture pianistique brillante, sans précédent à l'époque dans un concerto d'un compositeur britannique, le mouvement se termine sur un sol majeur d'apothéose, la tonalité vers laquelle le « Nocturne » avait modulé, ce qui donne à la première partie une unité sous-jacente.

### Variationno4
La quatrième variation, qui ouvre la seconde partie, est marquée « lente et solennelle » (« Slow and solemn »). Son titre déroutant, « The Temple », est la partie la plus insaisissable de l'énigme de ces variations. La structure est tout à fait particulière : les nobles déclarations solistes du piano sur le thème, ou des versions de celui-ci, alternent avec un commentaire orchestral tendre et calme qui inclut finalement des fracas rituels de cymbales. S'il s'était agit de Cyril Scott, on soupçonnerait une allusion orientale. D'une durée d'environ dix minutes, ce mouvement est le plus long et la musique devient de plus en plus intense. Il débouche finalement sur une courte section centrale en temps libre, semblable à une cadence, que Bax avait d'ailleurs initialement prévu de marquer d'une cadence.L'accélération du rythme mène à la cinquième variation, le scherzo, « Play ».

### Variationno5
Il s'agit d'un contraste saisissant, peut-être la seule fois où Arnold Bax a indiqué qu'une partition devait être jouée de manière « légère et délicate » (« light and dainty »). Trop vite, il se termine et nous nous retrouvons dans un autre passage énigmatique, l'« Intermezzo », qu'Arnold Bax a appelé « Enchantment ». Il s'agit en fait d'une autre variation, mais aussi d'un autre lien dans l'histoire.Des tambours lointains, qui pourraient évoquer des coups de feu lointains, nous entraînent dans une rêverie au piano dans laquelle des passages lointains surgissent d'une texture orchestrale menaçante et atteignent leur paroxysme, comme un homme menacé par des souvenirs lointains et désagréables qu'il préférerait oublier. Mais la rêverie reprend, toute en trilles ascendantes, et s'éteint sur un long roulement de timbales.
Le triomphe de la section finale du même nom n'est pas une splendeur militaire, mais une récapitulation musicale de ce qui a précédé, et un retour à la tonalité d'origine et « triomphante » de mi majeur. Elle débute par un long solo de piano, de plus de deux minutes, comprenant l'accompagnement du chant déjà mentionné. Le thème revient à l'orchestre, mais alors que nous pensons être rentrés à bon port, la musique prend une intensité inattendue. En effet, les accords martelés qui clôturent l'œuvre sont empreints d'une anxiété sous-jacente, symptomatique de la période d'après-guerre à venir.

## Discographie
- Symphonic Variations/Concertante for Piano Left Hand, Ashley Wass (piano), Orchestre symphonique de Bournemouth, James Judd (direction), Naxos, 8.570774, avril 2009.